# 1836 en arts plastiques
| Années des arts plastiques : 1833 - 1834 - 1835 - 1836 - 1837 - 1838 - 1839    |
| Décennies des arts plastiques : 1800 - 1810 - 1820 - 1830 - 1840 - 1850 - 1860 |

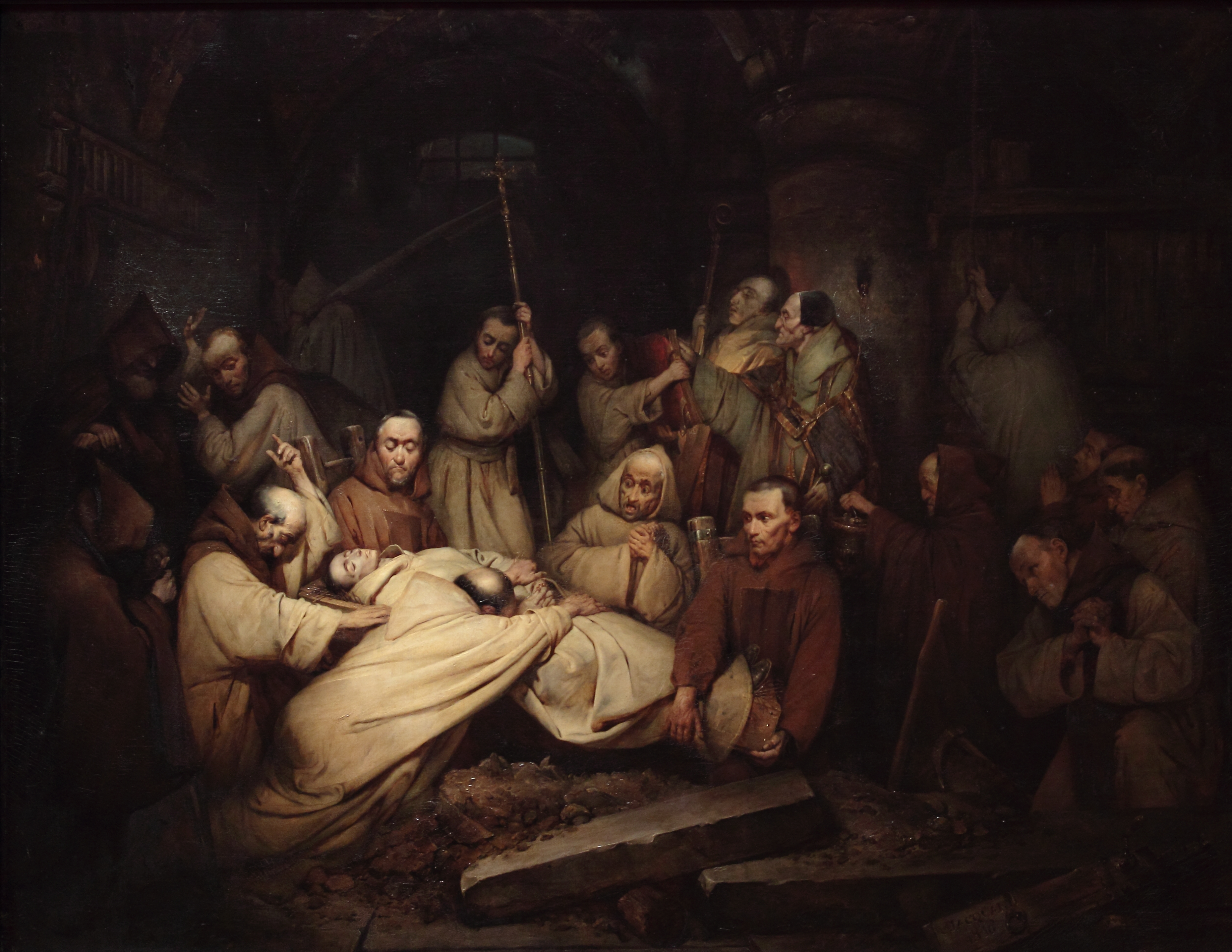
Le Comte de Comminges reconnaissant Adélaïde, par Claudius Jacquand.

Cette page concerne l'année 1836 en arts plastiques.

## Naissances
- 10 janvier : Auguste Mollard, orfèvre et peintre sur émail français († 21 septembre 1916),
- 11 janvier : Alexander Helwig Wyant, peintre américain spécialisé dans les paysages († 29 novembre 1892).,
- 13 janvier : Giuseppe Abbati, peintre italien († 21 février 1868),
- 14 janvier : Henri Fantin-Latour, peintre et lithographe français († 25 août 1904),
- 23 janvier : Auguste Truphème, peintre académique français († 11 juin 1898),
- 1er février : Karl Christian Wymann Mory, peintre suisse († 20 avril 1898),
- 6 février : Maria Gugelberg von Moos, botaniste et illustratrice botanique suisse († 29 octobre 1918),
- 7 février : Josep Tapiró i Baró, peintre espagnol († 4 octobre 1913),
- 13 février : Alfred Diethe, peintre allemand († 3 juin 1919),
- 21 février : Alfred Loudet, peintre français († 13 juillet 1898),
- 5 mars : Léon-Louis Chapon, graveur français († 1918),
- 14 mars : Jules Lefebvre, peintre français († 24 février 1911),
- 19 mars : Matthias Goebbels, religieux catholique allemand et peintre, auteur de décors muraux dans des églises († 6 septembre 1911),
- 25 mars : Antoine Van Hammée, peintre belge († 6 janvier 1903),
- 28 mars :
  - Emmanuel Benner, peintre français († 24 septembre 1896),
  - Jean Benner, peintre français († 28 octobre 1906),
- 3 avril : Carl Friedrich Deiker, peintre et illustrateur allemand († 19 mars 1892),
- 11 avril : Euphémie Muraton, peintre française († 2 janvier 1914),
- 8 mai : Gustave Mohler, sculpteur, céramiste et peintre français († 30 août 1920),
- 1er juin : Jules Chéret, peintre et lithographe français († 23 septembre 1932),
- 9 juin :
  - Henry Arthur McArdle, peintre américain († 16 février 1908),
  - Guillaume Vogels, peintre belge († 9 janvier 1896),
- 14 juin : Léon Simon, peintre et dessinateur français († 23 novembre 1910),
- 23 juin : Marius Rey, peintre français († 1927),
- 26 juillet : Adriano Cecioni, peintre et sculpteur italien († 23 mai 1886),
- 8 août : Henri Hymans, lithographe et littérateur belge († 23 janvier 1912),
- 10 août : Vittorio Avondo, peintre italien († 14 décembre 1910),
- 20 août: Albert Kappis, peintre et lithographe allemand († 18 septembre 1914),
- 31 août : Félix De Baerdemaecker, peintre belge († 19 novembre 1878),
- 22 septembre : Paul Blanc, peintre, graveur et dessinateur français († 1er juillet 1910),
- 25 septembre : Edmond Eugène Valton, peintre et dessinateur français († septembre 1910).
- 15 octobre : Jacques-Joseph Tissot (James Tissot), peintre et graveur français († 8 août 1902),
- 28 octobre : Homer Dodge Martin, peintre américain († 2 février 1897),
- 1er novembre : Gustave Henri Eugène Delhumeau, peintre français († 8 juin 1911),
- 2 novembre : Pierre Billet, peintre français († 26 novembre 1922),
- 4 novembre : Eduardo Rosales, peintre espagnol († 13 novembre 1873),
- 13 décembre : Franz von Lenbach, peintre allemand († 6 mai 1904),
- 15 décembre : Eugénie Salanson, peintre française († 23 juillet 1912),
- 24 décembre : Joaquín Agrasot, peintre espagnol († 8 janvier 1919),
- 31 décembre : Caroline de Maupeou, peintre française († 29 septembre 1915),
- ? :
  - Luigi Borgomainerio, graveur et caricaturiste italien († 1876),
  - Oreste Cortazzo, peintre et graveur italien († 1910),
  - Alfonso Savini, peintre italien  († mars 1908).

## Décès
- 7 janvier : Thomas Henry, peintre et mécène français (° 2 mars 1766).
- 31 janvier : Marc-Antoine Descamps, peintre français (° 24 juin 1742).
- 10 février : Marie-Anne Pierrette Paulze, peintre et illustratrice française (° 20 janvier 1758).
- 26 mai : William Young Ottley, collectionneur et historien de l'art britannique (° 6 août 1771).
- 14 juin : Joséphine de Gallemant, artiste peintre française (° vers 1788).
- 6 octobre : Johannes Rienksz Jelgerhuis, peintre graveur et acteur néerlandais (° 24 septembre 1770).
- 27 novembre : Carle Vernet, peintre, dessinateur et lithographe français († 14 août 1756).
- 4 décembre : Richard Westall, dessinateur, aquarelliste, graveur et peintre britannique (° 13 janvier 1765).
- 25 décembre : Faustino Trebbi, architecte et peintre italien († 18 août 1761).
- Date précise inconnue :
  - Peter Dobrokhotov, graveur lapidaire et glyticien russe (° 1786).
  - Léonor Mérimée, littérateur, peintre et chimiste français (° 16 septembre 1757).
  - Charles Motte, lithographe et éditeur français (° 1785).
  - Francesco Novelli, illustrateur, graveur et peintre italien (° 1764).